# Lithospermum
Lithospermum es un género de plantas perteneciente a la familia Boraginaceae, hierbas y pequeños arbustos se distibuyen extensamente excepto en Australasia.

## Descripción
Son hierbas anuales o perennes con partes híspidas o ásperas. Hojas enteras, alternas. Inflorescencia un racimo axilar. Cáliz 5-partita, lóbulos lineales. Corola tubular o de embudo, por lo general con una garganta menguante; lóbulos suberectos a la difusión de la antesis. Ovario prominente con cuatro lóbulos; estigma estilo esbelto. Núculas 4, ovoides, lisas para tuberculados.

## Distribución
Lithospermum officinale es nativo de Europa mientras que Lithospermum caroliniense es nativo de Norteamérica. Lithospermum purpurocaeruleum es nativo de Japón donde ha sido tradicionalmente usado como tinte púrpura.

## Taxonomía
El género fue descrito por (L.) Tausch y publicado en Species Plantarum 1: 132–133. 1753. La especie tipo es: Lithospermum officinale L.

## Especies seleccionadas
- Lithospermum apulum
- Lithospermum arvense -
- Lithospermum californicum
- Lithospermum canescens -
- Lithospermum caroliniense
- Lithospermum confine
- Lithospermum erythrorhizon
- Lithospermum gastonii Benth.
- Lithospermum incisum -
- Lithospermum incrassatum Guss.
- Lithospermum multiflorum -
- Lithospermum officinale
- Lithospermum prostratum
- Lithospermum purpurocaeruleum L.
- Lithospermum ruderale -
- Lithospermum tenuiflorum L. f.
- Lithospermum viride -